# Мір Умар
Мір Умар (1800 — 1829) — 4-й володар Бухарського емірату 1826—1827 роках.

## Життєпис
Походив з династії мангитів. Син еміра Хайдара. Народився 1810 року. Під час повстання китай-кипчаків в міанкалі 1822 року очолив загін у 6 тис. вояків, що обєднав андхойців, гісарців та балхців. Зним зайняв фортецю Фараб, що не дозволити хівінському загони з'єднатися з повсталими. Того ж року біля фортеці Усти зустрів хівінський загін, алн не наважився на битву, відступивши до Каракуля, а звідти — до Бухари. 1826 року призначено хакімом (намісником) Керміна.
У грудні 1826 року після раптової смерті старшого брата Мір Хусейна оголошений єміром. Втім в цей час проти нього виступив інший брат Насрулла, хакім Карші. Мір Умар планував зустріти супротивника в Каттакургані, куди відправив військо.ПРоте Насрулла швидко захопив Самарканд. За цим еміра  стали залишати міста та м іста. 1827 року Мір Умар опинився в блозі в Бухарі. У квітні втік до Коканду абобув відправлений вхадж до Мекки, але дійшовдо Мешхеду, а звідти через Балх прибувдо Кокандського ханства, депанували родичі його дружини. Трон в Бухарському емірату перейшов до Насрулли.
Помер колишній емір 1829 року в Коканді. За однією версією його було вбито бухарським шпигуном Хайрулла-беком, за іншою Умар помер під час епідемії холери. Поховано в Бухарі.